# Temptation (chanson)
Pour les articles homonymes, voir Temptation.
Singles de New Order
Everything's Gone Green
(1981) Blue Monday
(1983)
Temptation est une chanson du groupe New Order, paru en single le 10 mai 1982 chez Factory Records.

## Historique
Deux versions différentes pour les 7 et 12 sont enregistrées pour la publication originale de 1982.
Temptation est réenregistrée/remixée en 1987, en version 7 minutes, et figure sur la compilation Substance. C'est cette version qui est utilisée pour la bande originale du film Trainspotting (1996) de Danny Boyle, ainsi que dans celle du film The Perks of Being A Wallflower (2012) de Stephen Chbosky. Une autre version, plus courte, est enregistrée en 1998 pour la compilation Retro.
Les dernières versions publiées en concert reprennent une intro avec un extrait de Street Hassle de Lou Reed.
La face B, avec le titre Hurt, comprend des chœurs et un air de melodica (comme dans In A Lonely Place et Truth).
Le design des pochettes des deux albums disques est composé par Peter Saville.

## Liste des titres

### 45 tours - FAC 63
1. Temptation – 5:21
2. Hurt – 4:47

### Maxi 45 - FAC 63
1. Temptation – 8:47
2. Hurt – 8:13

## Chart positions
| Chart (1982)                       | Position |
| ---------------------------------- | -------- |
| UK Singles Chart                   | 29       |
| UK Indie Singles                   | 1        |
| U.S. Billboard Hot Dance Club Play | 68       |